# Henry Overton Wills III
Henry Overton Wills III (* 22. Dezember 1828; † 4. September 1911) war der erste Kanzler der University of Bristol.

## Leben
Wills arbeitete bei der Firma der Familie W.D. & H.O. Wills in Bristol seit dem Jahre 1846, schied jedoch aus dem aktiven Geschäft aus Gesundheitsgründen im Jahre 1880 aus. Die Firma war im Tabakhandel und in der Fabrikation von Tabakwaren tätig.
Nach der Bildung des Firmenzusammenschlusses unter dem Namen Imperial Tobacco vergrößerte sich das Vermögen der Familie Wells und so konnte sie bedeutende Beiträge für lokale Stiftungen leisten. Der bedeutendste Beitrag war der, als sein Sohn George Alfred Wills 1908 verkündigen konnte, dass sein Vater den Betrag von 100.000 £ (im Jahre 2011 wären das ca. 8 Millionen €) zusagte, wenn innerhalb von zwei Jahren eine Gründungsurkunde für die University of Bristol erfolgen sollte. Mit dieser Urkunde und weiteren Spenden konnte die Universität 1909 gegründet werden. Wills wurde der erste Kanzler der Universität. Bei seinem Tod betrug der Wert seines Nachlasses 5.214.821 £.
Henry Overton Wills III war der Cousin des ersten Vorstandsvorsitzenden von Imperial Tobacco, William Henry Wills.

## Gebäude der Universität
Das Wills Memorial Building, welches in den Jahren 1915 bis 1928 in spätgotischem Stil errichtet wurde, ist das höchste Gebäude der University of Bristol. Es erhielt diesen Namen von seinen Söhnen George und Harry Wills zu seinem Andenken.
Eines der Häuser der Familie in Bristol, das Downside House, ist heute ein Studentenwohnheim mit der Bezeichnung Wills Hall.